# Harry Edison

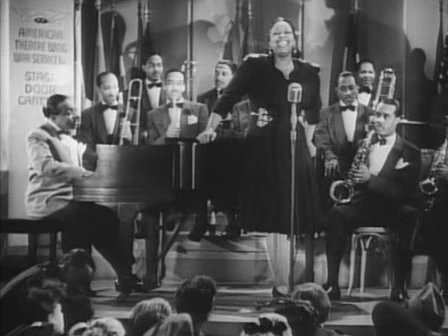
A Count Basie Orchestra; Ethel Waters énekel

Harry „Sweets” Edison (Columbus, 1915. október 10. – Columbus, 1999. július 27.) amerikai dzsessztrombitás. A Count Basie Orchestra tagja volt. Az egyik legjelentősebb hollywoodi stúdiózenész volt; trombitája hallható többek között Eddie „Lockjaw” Davis, Ben Webster, Ella Fitzgerald, Frank Sinatra, Lester Young, Buddy Rich, Oscar Peterson lemezein is.

## Pályafutása
1937-ben New Yorkba költözött, és csatlakozott a Count Basie Orchestra-hoz. A becenevét az őt rendszeresen körülrajongó lányok egyikétől kapta. Nagyon keresett stúdiózenész lett, és jelentősen hozzájárult olyan művészek felvételeihez, mint – mások mellett – Billie Holiday, Frank Sinatra, Nat King Cole, Billy Daniels, Margaret Whiting, Bing Crosby, Ella Fitzgerald.

## Lemezválogatás
- Buddy and Sweets (1955) with Buddy Rich
- Pres and Sweets (1955) with Lester Young
- Sweets (1956)
- Gee, Baby Ain't I Good To You (Verve, 1957) and Ben Webster
- Jazz Giants '58 (1958), Stan Getz and Gerry Mulligan
- The Swinger (1958)
- Mr. Swing (1958)
- Sweetenings (1958)
- Harry Eddison Swings Buck Clayton and Vice Versa (1958) – with Buck Clayton
- Patented by Edison (1960)
- Together (1961) – with Joe Williams
- Jawbreakers (1962) – with Eddie "Lockjaw" Davis
- Ben and "Sweets" (with Ben Webster, 1962)
- The Trumpet Kings Meet Joe Turner (with Big Joe Turner, Dizzy Gillespie, Roy Eldridge, Clark Terry; 1974)
- Oscar Peterson and Harry Edison (1974)
- Oscar Peterson and the Trumpet Kings – Jousts (1974)
- Edison's Lights (1976)
- Oscar Peterson + Harry Edison + Eddie "Cleanhead" Vinson (1986)